# Du får göra som du vill
"Du får göra som du vill" är en balladlåt skriven av Patrik Isaksson och framförd av honom på hans debutalbum När verkligheten tränger sig på 1999. Den fick en Grammis för "Årets låt 1999".
Låten handlar om en nära vän till Isaksson som avled av en överdos. Singeln var Isakssons debutsingel och en recensent i Helsingborgs Dagblad menade att låten var "en vemodig och melankolisk låt, som går i makligt tempo och som inte sätter några djupare avtryck." Östersunds-Postens recensent skrev att "Patriks singel stannade tiden när jag första gången hörde den i radion." I Aftonbladet menade Tom Hjelte att låten "kommer att vara passerkortet till det stora genombrottet."
Singeln placerade sig som bäst på 11:e plats på den svenska singellistan. Melodin testades på Svensktoppen den 20 mars 1999, men misslyckades med att ta sig in på listan.
Låten hörs i filmen Fröken Sverige (2004).
Erik Linder spelade 2009 in låten på albumet Inifrån.
Alba August sjöng sången i TV-serien Knutby 2021.

## Listplaceringar
| Lista (1999) | Position |
| ------------ | -------- |
| Sverige      | 11       |